# G314国道

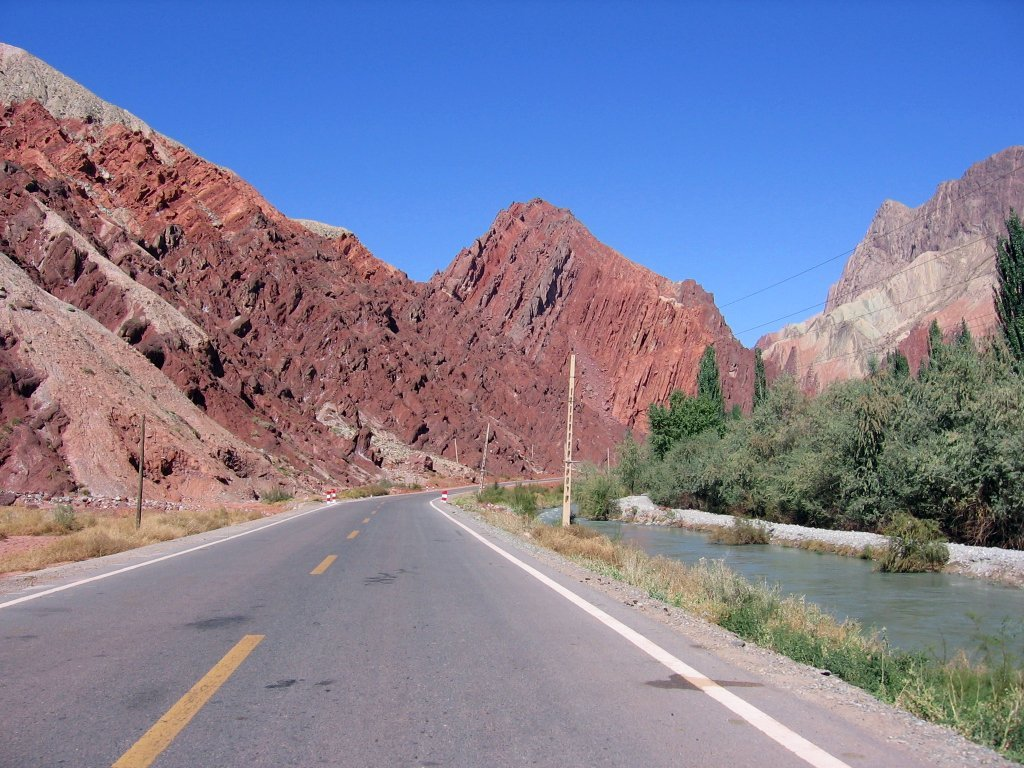
G314国道（カシュガル地区）

G314国道（G314こくどう/国道314線、G314線）は中華人民共和国の新疆ウイグル自治区（東トルキスタン）内のウルムチ市からタシュクルガン・タジク自治県紅其拉甫口岸を結ぶ全長1948kmの中国の国道である。終点の紅其拉甫口岸でパキスタンのカシミール地方と接続しており、カシュガル市から終点までは中巴公路（ちゅうはこうろ）の別名を持ち、アジアハイウェイ4号線及びカラコルム・ハイウェイの一部である。ウルムチ市からトクスン県間は蘭新線、焉耆回族自治県からカシュガル市間は南疆線とほぼ平行している。
なお、トクスン県から終点までは、概ねシルクロードの天山南路に沿ったルートとなっている。

## 里程表
| 省、自治区                            | 地級市、自治州、地区         | 県、県級市、市轄区、自治県           | 距離(km) | 注           |
| ------------------------------------- | ---------------------------- | ------------------------------------ | -------- | ------------ |
| 新疆ウイグル自治区 （東トルキスタン） | ウルムチ市                   | ウルムチ市中心部                     | 0        | G314国道起点 |
| 新疆ウイグル自治区 （東トルキスタン） | トルファン市                 | トクスン県                           | 160      |              |
| 新疆ウイグル自治区 （東トルキスタン） | バインゴリン・モンゴル自治州 | 焉耆回族自治県                       | 414      |              |
| 新疆ウイグル自治区 （東トルキスタン） | バインゴリン・モンゴル自治州 | コルラ市                             | 468      |              |
| 新疆ウイグル自治区 （東トルキスタン） | バインゴリン・モンゴル自治州 | ブグル県                             | 636      |              |
| 新疆ウイグル自治区 （東トルキスタン） | アクス地区                   | クチャ市                             | 746      |              |
| 新疆ウイグル自治区 （東トルキスタン） | アクス地区                   | トクス県                             | 789      |              |
| 新疆ウイグル自治区 （東トルキスタン） | アクス地区                   | オンスー県                           | 1001     |              |
| 新疆ウイグル自治区 （東トルキスタン） | アクス地区                   | アクス市                             | 1013     |              |
| 新疆ウイグル自治区 （東トルキスタン） | キジルス・キルギス自治州     | アルトゥシュ市                       | 1434     |              |
| 新疆ウイグル自治区 （東トルキスタン） | カシュガル地区               | カシュガル市                         | 1480     | 中巴公路起点 |
| 新疆ウイグル自治区 （東トルキスタン） | カシュガル地区               | 疏附県                               | 1499     |              |
| 新疆ウイグル自治区 （東トルキスタン） | カシュガル地区               | タシュクルガン・タジク自治県         | 1802     |              |
| 新疆ウイグル自治区 （東トルキスタン） | カシュガル地区               | タシュクルガン・タジク自治県紅其拉甫 | 1948     | G314国道終点 |

## 主な接続路線

### 新疆ウイグル自治区（東トルキスタン）
- G216国道 - ウルムチ市
- G312国道 - ウルムチ市からトクスン県まで重複
- G218国道 - コルラ市
- G217国道 - クチャ市[3]
- G315国道 - カシュガル市
- カラコルム・ハイウェイパキスタン側 - タシュクルガン・タジク自治県紅其拉甫

## 註釈・参考資料
1. ↑  国家幹線公路査詢表
2. ↑  国道314線----中巴公路 （一路凱歌）
3. ↑  新疆自駕車指南－国道314线具体情况（雲南中青旅在線）